# Marcus Bocklet

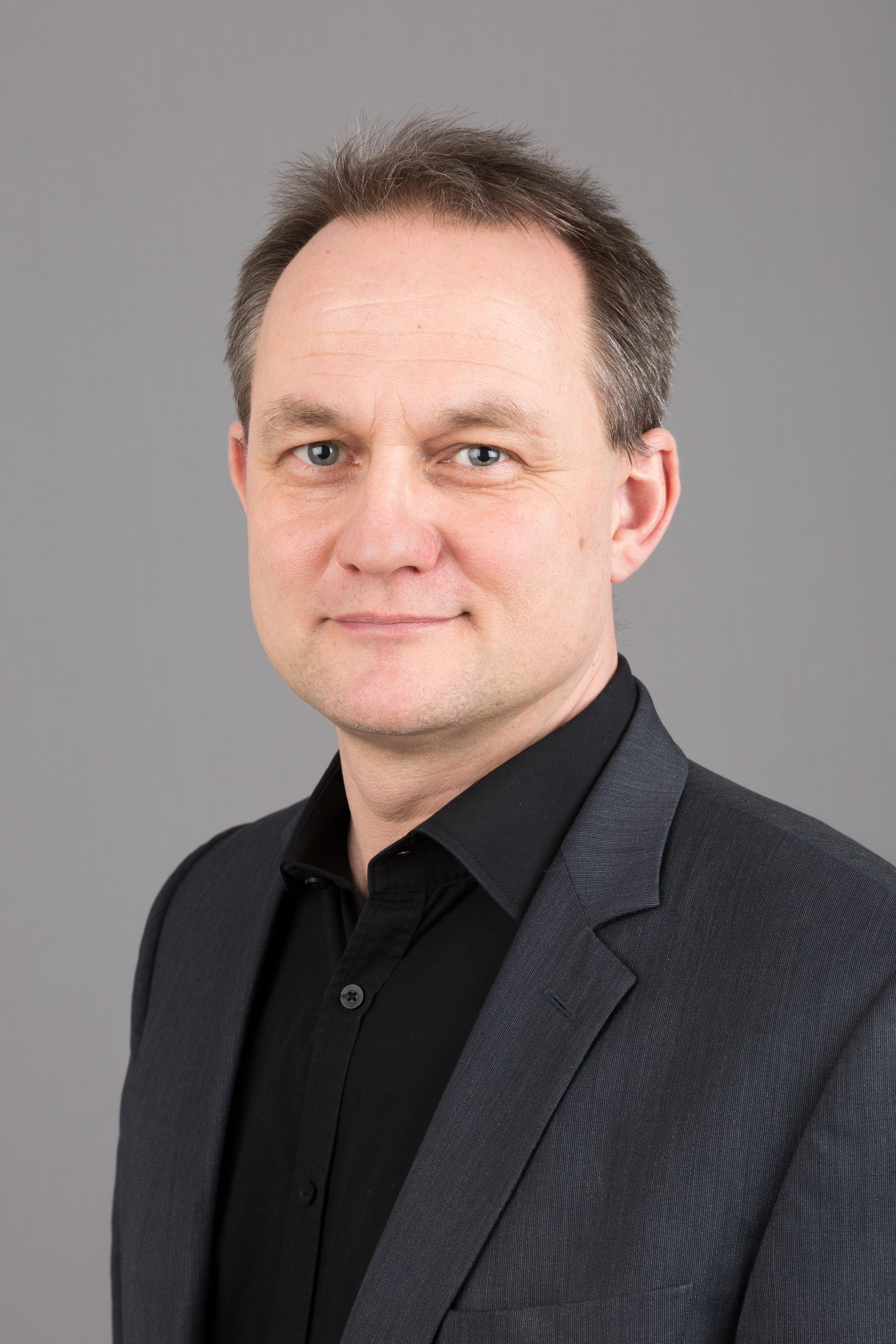
Marcus Bocklet (2016).

Marcus Bocklet (* 12. Juni 1964 in Frankfurt am Main) ist ein deutscher Politiker (Bündnis 90/Die Grünen). Er ist seit 2009 erneut Mitglied des Hessischen Landtags, dem er bereits von 2005 bis 2008 angehört hatte.

## Leben und Wirken
Marcus Bocklet ist examinierter Diplom-Sozialarbeiter (FH).
Ab Oktober 2005 war er als Nachrücker für Priska Hinz erstmals Mitglied des Hessischen Landtags und Sozialpolitischer Sprecher – Integration, Flüchtlinge, Arbeit, Armutsbekämpfung, Kinder, Jugend, Familie, Gesundheit, Ausbildung. Er ist Mitglied des Sozial- und Integrationspolitischen Ausschusses, des Petitionsausschusses, des Unterausschusses für Heimatvertriebene, Aussiedler, Flüchtlinge und Wiedergutmachung, der Härtefallkommission, des Landesjugendhilfeausschusses und des Landeskuratoriums für Weiterbildung und lebensbegleitendes Lernen.
Bocklet trat als Direktkandidat zur Landtagswahl in Hessen am 27. Januar 2008 für die Frankfurter Stadtteile Nordend, Bornheim und Ostend an. Er verfehlte zunächst den Wiedereinzug in den Landtag. Bei der Landtagswahl am 18. Januar 2009 errang er mit 22,4 % das beste grüne Erststimmenergebnis in Hessen und zog erneut in den Landtag ein.
Bei der Landtagswahl in Hessen 2013 trat er im  Wahlkreis Frankfurt am Main V an. Hier unterlag er gegen Bettina Wiesmann. Ihm gelang jedoch der Wiedereinzug in den Landtag über einen Listenplatz der Partei. Bei der Landtagswahl 2018 setzte Bocklet sich in seinem Wahlkreis mit 35,3 Prozent der Stimmen durch und erhielt somit ein Direktmandat. Bei der Landtagswahl 2023 konnte er mit 34,3 Prozent der Stimmen erneut das Direktmandat gewinnen. Er ist stellvertretender Vorsitzender der Landtagsfraktion.
Bocklet gehört dem realpolitischen Flügel der Grünen an und zählt zu den Befürwortern der schwarz-grünen Koalition im Frankfurter Römer, in deren Rahmen er sich bei der Stichwahl um das Amt des Frankfurter Oberbürgermeisters 2012 für den CDU-Kandidaten Boris Rhein aussprach.